# Hebe Podestá
Hebe Podestà (Montevideo; 1884 - Buenos Aires; ?) fue una actriz y cantante de teatro uruguaya con una larga carrera en Argentina.

## Carrera
Hija de los artistas cirquenses uruguayos Juan Vicente Podestá y Esther Boggini, hermana de los actores Marino, Totón y Aparicio Podestá, y sobrina de las figuras del teatro argentino Gerónimo Podestá, Pablo Podestá y José Podestá, Hebe dstacó en la época de mayor popularidad del circo criollo y del teatro, tanto en su país natal como en Argentina.
En teatro integró la compañía formada por su familia, en la que compartió el escenario con actores como Lea Conti, Herminia Mancini, María Cambre, José Petray, Arturo de Nava, Rosa Santillán, María Esther Podestá y María Teresa Borda. Integra la "Compañía Lírico-Dramática Nacional Podestá Hermanos" dirigida José Podestá presentándose en el Teatro Apolo, junto con Antonio, Domingo y Pablo Podestá, y los pequeños Totón y Aparicio.
Se destacó en numerosas obras teatrales siendo las más conocidas:
- Estilos criollos, acompañado con la guitarra por su hermanito Aparicio, cantando juntos el dúo cómico del tercer cuadro, que se hace muy popular.
- Los cívicos (1903), de la cual se retira y es reemplazada por la actriz Adda Manarelli.
- Calandria (1904)
- Don Juan Manuel (1905), con Antonio Podestá, Celestino Petray, José Podestá, C. Mascini, Pablo Podestá, Juan Vicente Podestá, Arturo de Nava, H. Zurlo, J. Petra y María Esther Podestá.
- Gabino el Mayoral, de Enrique García Velloso, junto con Pablo P., y con música de Eduardo García Lalanne. Estrenada en el Teatro La Comedia.
- La obsesión, Comedia dramática en tres actos.
- La novia perdida (1941), comedia en tres actos.[4]